# Mid Air
Mid Air — дебютный студийный альбом британской певицы и автора-исполнителя Роми Мэдли Крофт (солистки группы The xx), изданный 8 сентября 2023 года на студии Young. Альбом был спродюсирован Роми в сотрудничестве с Fred Again и Стюартом Прайсом и состоит из данс-попа под влиянием Everything but the Girl и Кельвина Харриса. Роми считает альбом любовным письмом к гей-клубам, которые она посещала в молодости, а темы альбома включают любовь, горе и психическое здоровье. Альбом был положительно встречен критиками и попал в чарты многих стран. Песня «Strong» была номинирована на 66-ю ежегодную премию «Грэмми» в категории «Лучшая танцевальная/электронная запись».

## История
До анонса альбома Роми выпустила два сингла. Лид-сингл, «Strong», был выпущен 14 ноября 2022 года, в нём приняли участие Фред Снова, который также продюсировал вместе с Роми и Стюартом Прайсом. Второй сингл, «Enjoy Your Life», был выпущен 11 апреля 2023 года, в нём использован семпл американской певицы Беверли Гленн-Коупленд, а продюсировали его Роми, Фред Снова, Прайс и коллега Роми по группе Jamie xx.
Альбом был анонсирован 7 июня 2023 года и назначен на 8 сентября звукозаписывающей компанией Young. Young, известная как Young Turks до 2021 года, ранее выпускала альбомы группы The xx. Анонс альбома сопровождался третьим синглом, «Loveher», который также содержит семплы Гленн-Коупленд и был спродюсирован Фредом Снова. Четвёртый сингл, «The Sea», был выпущен 25 июля 2023 года.

## Отзывы
| Совокупная оценка | Совокупная оценка |
| Источник          | Оценка            |
| ----------------- | ----------------- |
| AnyDecentMusic?   | 7.8/10            |
| Metacritic        | 84/100            |
| Оценки критиков   |                   |
| Источник          | Оценка            |
| AllMusic          | [ 8 ]             |
| DIY               | [ 9 ]             |
| Exclaim!          | 8/10              |
| The Guardian      | [ 11 ]            |
| The Irish Times   | [ 12 ]            |
| Mojo              | [ 13 ]            |
| NME               | [ 14 ]            |
| The Skinny        | [ 15 ]            |
| Uncut             | 7/10              |

Альбом получил в целом положительные отзывы музыкальных критиков и интернет-изданий. Good Riddance получил оценку 84 из 100 на агрегаторе рецензий Metacritic, основанную на 8 отзывах критиков.
Uncut считает, что хотя это «альбом, который иногда коренится в печали после потери родителей Роми, он стремится взять те моменты радости и танцпола эйфории». Mojo описал альбом как «экстатическое любовное письмо любви, а также квирам, в которых Роми нашла признание, и её саундтрек к освобождению». Алексис Петридис из The Guardian написал, что Роми «дополняет яркие хаус и транс мелодии поп-умными и личными текстами», и нашел, что она «музыкально гораздо более неоновая, чем The xx», хотя «её яркость используется для текстов, которые смотрят внутрь, звучащих подлинно лично».

## Награды и номинации
| Год  | Организация   | Награда                         | Получатель | Статус    | Ссылка |
| ---- | ------------- | ------------------------------- | ---------- | --------- | ------ |
| 2023 | Grammy Awards | Best Dance/Electronic Recording | «Strong»   | Номинация | [ 17 ] |
| 2024 | Brit Awards   | British Dance Act               | Romy       | Номинация | [ 18 ] |

### Итоговые списки
| Публикация   | Ранг | Ссылка |
| ------------ | ---- | ------ |
| Billboard    | 25   | [ 19 ] |
| The Guardian | 49   | [ 20 ] |
| Mondo Sonoro | 4    | [ 21 ] |
| NME          | 13   | [ 22 ] |
| NPR Music    | N/A  | [ 23 ] |
| Oor          | 11   | [ 24 ] |

## Список композиций
Все песни написаны Роми Мэдли Крофт, кроме обозначенных.
| №                   | Название                                       | Текст песни         | Музыка                               | Продюсеры                            | Длительность |
| ------------------- | ---------------------------------------------- | ------------------- | ------------------------------------ | ------------------------------------ | ------------ |
| 1.                  | «Loveher»                                      |                     | Fred Gibson                          | Роми Fred Again                      | 3:49         |
| 2.                  | «Weightless»                                   |                     | Gibson Стюарт Прайс                  | Роми Fred Again Прайс Francine       | 4:29         |
| 3.                  | «The Sea»                                      |                     | Gibson                               | Роми Fred Again Прайс                | 3:10         |
| 4.                  | «One Last Try»                                 |                     | Price                                | Роми Прайс                           | 2:41         |
| 5.                  | «DMC»                                          |                     | Lewis Roberts                        | Роми Koreless                        | 0:33         |
| 6.                  | «Strong» (при участии Fred Again)              |                     | Gibson Прайс                         | Роми Fred Again Прайс                | 3:54         |
| 7.                  | «Twice»                                        | Ilsey Juber         | Juber Прайс                          | Роми Прайс                           | 3:55         |
| 8.                  | «Did I»                                        |                     | Gibson Прайс                         | Роми Fred Again Прайс                | 3:10         |
| 9.                  | «Mid Air» (при участии Beverly Glenn-Copeland) | Glenn-Copeland      | Glenn-Copeland                       | Роми Gibson Прайс Brian Eno          | 1:36         |
| 10.                 | «Enjoy Your Life»                              | Glenn-Copeland      | Gibson Прайс Jamie Smith Oby Onyioha | Роми Fred Again Прайс Jamie xx       | 4:00         |
| 11.                 | «She's on My Mind»                             |                     | Gibson Прайс Kahley Avalon Emerson   | Роми Fred Again Прайс Avalon Emerson | 3:01         |
| Общая длительность: | Общая длительность:                            | Общая длительность: | Общая длительность:                  | Общая длительность:                  | 34:18        |

## Чарты
| Чарт (2023)                                  | Высшая позиция |
| -------------------------------------------- | -------------- |
| Бельгия/Фландрия (Ultratop)                  | 28             |
| Бельгия/Валлония (Ultratop)                  | 171            |
| Германия (Offizielle Top 100)                | 53             |
| Шотландия (Scottish Albums Chart)            | 7              |
| Швейцария (Schweizer Hitparade)              | 79             |
| Великобритания (UK Albums Chart)             | 15             |
| Великобритания (UK Dance Albums Chart)       | 3              |
| Великобритания (UK Independent Albums Chart) | 2              |
| США Heatseekers Albums (Billboard)           | 13             |
| США Top Album Sales (Billboard)              | 41             |
| США Top Dance/Electronic Albums (Billboard)  | 8              |